# Liste des évêques de Cariati
Cette liste recense les évêques qui se sont succédé à la tête du diocèse de Cariati fondé en 1437 et uni aeque principaliter au diocèse de Cerenzia (it). Ce dernier est supprimé en 1818 et son territoire intégré dans le diocèse de Cariati. En 1979, l'archidiocèse de Rossano et le diocèse de Cariati sont unis aeque principaliter. Les deux juridictions sont pleinement unies en 1986 donnant naissance à l'archidiocèse de Rossano-Cariati.

## Évêques de Cariati et Cerenzia
- Giovanni de Volta (1437-1481)
- Pietro Sonnino (1481-1489), nommé évêque de Nicastro
- Francesco (1489-1500)
- Girolamo Candido, O.F.M (1500-1504)
  - Francesco Dentici (1504-1505), évêque élu
- Martino de Lignano, O.P (1505-1506)
- Giovanni Sarsali (1506-1512)
- Tommaso Cortesi (? -1520)
- Antonio Ercolani (1520-1529)
- Francesco Misasi (?)
- Tommaso Cortesi (1529-1533), nommé évêque de Vaison (pour la seconde fois)
- Taddeo de Pepoli, O.S.B.Oliv (1533-1535), nommé évêque de Carinola
- Giovanni Canuti (1535-1545)
- Marco Antonio Falconi (1545-1556)
- Federico Fantuzzi (1557-1561)
- Alessandro Crivelli (1561-1568)
- Pietro Giacomo Malombra (1568-1573)
- Sebastiano Maffa (1573-1576)
- Giovanni Battista Ansaldo (1576-1578)
- Tarquinio Prisco (1578-1585)
- Cesare Nardo, O.F.M.Conv (1585-1586)
- Properzio Resta, O.F.M.Conv (1586-1601)
- Filippo Gesualdo, O.F.M.Conv (1602-1619)
- Maurizio Ricci (1619-1627)
- Lorenzo Fei (1627-1631)
- Francesco Gonzaga, C.R (1633-1657), nommé évêque de Nole
- Agazio di Somma (1659-1664), nommé évêque de Catanzaro
- Girolamo Barzellini (1664-1688)
- Sebastiano Delli Frangi (1688-1714)
- Bartolomeo Porzio (1718-1719)
- Giovanni Andrea Tria (1720-1726), nommé évêque de Larino
- Marco Antonio Raimundi (1726-1732)
- Carlo Ronchi (1732-1764)
- Francesco Maria Trombini (1764-1785)
  - Siège vacant (1785-1792)
- Felice Antonio De Alessandris (1792-1802)
  - Siège vacant (1802-1819)

## Évêques de Cariati
- Gelasio Serao (1819-1838)
- Nicola Golia (1839-1873)
- Pietro Maglione (1874-1876), nommé évêque de Capaccio-Vallo
- Giuseppe Antonio Virdia, O.F.M.Conv (1877-1903)
- Lorenzo Chieppa (1903-1909), nommé évêque de Lucera
- Giovanni Scotti (1911-1918), nommé archevêque de Rossano
- Giuseppe Antonio Caruso (1919-1927), nommé évêque d'Oppido Mamertina
  - Siège vacant (1927-1936)
- Eugenio Raffaele Faggiano, C.P (1936-1956)
- Orazio Semeraro (1957-1967), nommé archevêque coadjuteur de Brindisi
  - Siège vacant (1967-1973)
- Giuseppe Agostino (1973-1979)
- Antonio Cantisani (1979-1980), nommé archevêque de Catanzaro et Squillace
- Serafino Sprovieri (1980-1986), nommé archevêque de Rossano-Cariati